# Перевозников, Никита Иосифович
Никита Иосифович Перевозников (белор. Мікіта Іосіфавіч Перавознікаў; 1908 — 1966) — участник Великой Отечественной войны, полный кавалер Ордена Славы.

## Биография
Родился 14 января (27 января по новому стилю) 1908 года в селе Чечевичи Российской империи (ныне Быховский район, Могилёвская область, Беларусь) в крестьянской семье. Белорус. 
Окончил пять классов школы, затем — курсы животноводов и ветеринарных фельдшеров. Работал бригадиром, затем заведующим фермой. В Красной армии служил с 1930 по 1933 год и с августа 1941 по февраль 1944 года. С 1939 по август 1941 года был командиром ветеринарного взвода при Могилёвском областном управлении милиции.  В феврале-июле 1942 года находился в окружении.
В 1945 году Н. И. Перевозников был демобилизован. Вернувшись на родину, работал председателем колхоза. С 1948 года жил в селе Домново Правдинского района Калининградской области, где работал бригадиром полеводческой бригады, затем председателем колхоза и заведующим клубом. Член КПСС с 1950 года. 
Умер 6 октября 1966 года. Похоронен в селе Домново Правдинского района.

## Награды
- Награждён орденами Славы 1-й (15 мая 1946, № 1725), 2-й (13 января 1945, № 7032) и 3-й (16 сентября 1944, № 239860) степеней, а также медалями.